# Гофнунгсталь (Одесская область)
Гофнунгсталь (укр. Гофнунґсталь, нем. Hoffnungstal), вариант названия Надеждовка — бывшее село в Тарутинском районе Одесской области Украины. Ликвидировано в 1940 г.

## География
Село располагалось в 8 км к востоку от посёлка Бородино.

## История
Немецкая колония Гофнунгсталь основана в 1842 г. переселенцами из Вюртемберга и Пруссии. В 1843—1847 гг. подселились ещё 57 семей из Херсонской губернии. В селе имелись молельный дом, мастерская по производству плугов, лавки, школа. В 1940 г. все жители выселены в Вартегау.

## Население[1]
| Год     | 1859 | 1870 | 1875 | 1886 | 1897 | 1905 | 1930 | 1939 |
| Человек | 811  | 1121 | 1231 | 1302 | 1361 | 1381 | 1846 | 1989 |